# Thibau Nys
Thibau Nys (Bonheiden, 12 de noviembre de 2002) es un deportista belga que compite en ciclismo en las modalidades de ruta y ciclocrós. Es hijo del también ciclista Sven Nys.
Ganó una medalla de oro en el Campeonato Europeo de Ciclismo en Ruta de 2021, en la prueba de ruta sub-23. Además, obtuvo una medalla de bronce en el Campeonato Mundial de Ciclocrós de 2025 y una medalla de oro en el Campeonato Europeo de Ciclocrós de 2024.

## Medallero internacional
| Campeonato Europeo | Campeonato Europeo | Campeonato Europeo | Campeonato Europeo |
| Año                | Lugar              | Medalla            | Competición        |
| ------------------ | ------------------ | ------------------ | ------------------ |
| 2021               | Trento (Italia)    | Medalla de oro     | Ruta sub-23        |

| Campeonato Mundial | Campeonato Mundial  | Campeonato Mundial | Campeonato Mundial |
| Año                | Lugar               | Medalla            | Competición        |
| ------------------ | ------------------- | ------------------ | ------------------ |
| 2025               | Liévin (Francia)    | Medalla de bronce  | Individual         |
| Campeonato Europeo |                     |                    |                    |
| Año                | Lugar               | Medalla            | Competición        |
| 2024               | Pontevedra (España) | Medalla de oro     | Individual         |

## Palmarés

### Ruta
2021
- Campeonato Europeo en Ruta sub-23

2022
- Flèche du Sud, más 1 etapa

2023
- 1 etapa del Tour de Noruega
- G. P. Kanton Aargau

2024
- 1 etapa del Tour de Romandía
- Tour de Hungría, más 2 etapas
- 1 etapa del Tour de Noruega
- 1 etapa de la Vuelta a Suiza
- 3 etapas del Tour de Polonia

2025
- Gran Premio Miguel Induráin

### Ciclocrós
2021
- 3.º en el Campeonato Europeo de Ciclocrós sub-23

2022
- 2.º en el Campeonato Europeo de Ciclocrós sub-23
- 3.º en el Campeonato Mundial de Ciclocrós sub-23

2023
- 3.º en el Campeonato de Bélgica de Ciclocrós
- Campeonato Mundial de Ciclocrós sub-23

2024
- Campeonato Europeo

2025
- 3.º en el Campeonato Mundial de Ciclocrós

## Resultados en Grandes Vueltas
| Carrera | Carrera         | 2023 | 2024 | 2025  |
| ------- | --------------- | ---- | ---- | ----- |
|         | Giro de Italia  | —    | —    | —     |
|         | Tour de Francia | —    | —    | 116.º |
|         | Vuelta a España | —    | —    | —     |

| —: No participó |

## Equipos
- Baloise Trek Lions (2021-2022)
- Trek-Segafredo (stagiaire) (2022)
- Trek (2023)
  - Trek-Segafredo (2023)
  - Lidl-Trek (2023-)